# Àcar de la pols de la llar
Els àcars de la pols de la llar són diverses espècies d'àcars acariformes pertanyents a la família dels piroglífids que es troben en associació amb la pols als habitatges. Són coneguts per causar al·lèrgies.

## Biologia

### Espècies
Les espècies conegudes actualment són:
- Blomia tropicalis
- Dermatophagoides farinae (àcar americà de la pols de la llar)
- Dermatophagoides pteronyssinus (àcar europeu de la pols de la llar)
- Dermatophagoides evansi
- Dermatophagoides microceras
- Dermatophagoides halterophilus
- Dermatophagoides siboney
- Dermatophagoides neotropicalis
- Dermatophagoides alexfaini
- Dermatophagoides anisopoda
- Dermatophagoides chirovi
- Dermatophagoides deanei
- Dermatophagoides rwandae
- Dermatophagoides scheremeteroskyi
- Dermatophagoides scheremetewskyi
- Dermatophagoides simplex
- Euroglyphus maynei (àcar de Mayne de la pols de casa de la llar)
- Euroglyphus longior
- Hirstia domicola
- Malayoglyphus carmelitus
- Malayoglyphus intermedius
- Pyroglyphus africanus
- Sturnophagoides brasiliensis
- Suidasia pontifica

### Taxonomia
Els àcars de la pols són membres cosmopolites de la família dels àcars piroglífids.

### Característiques

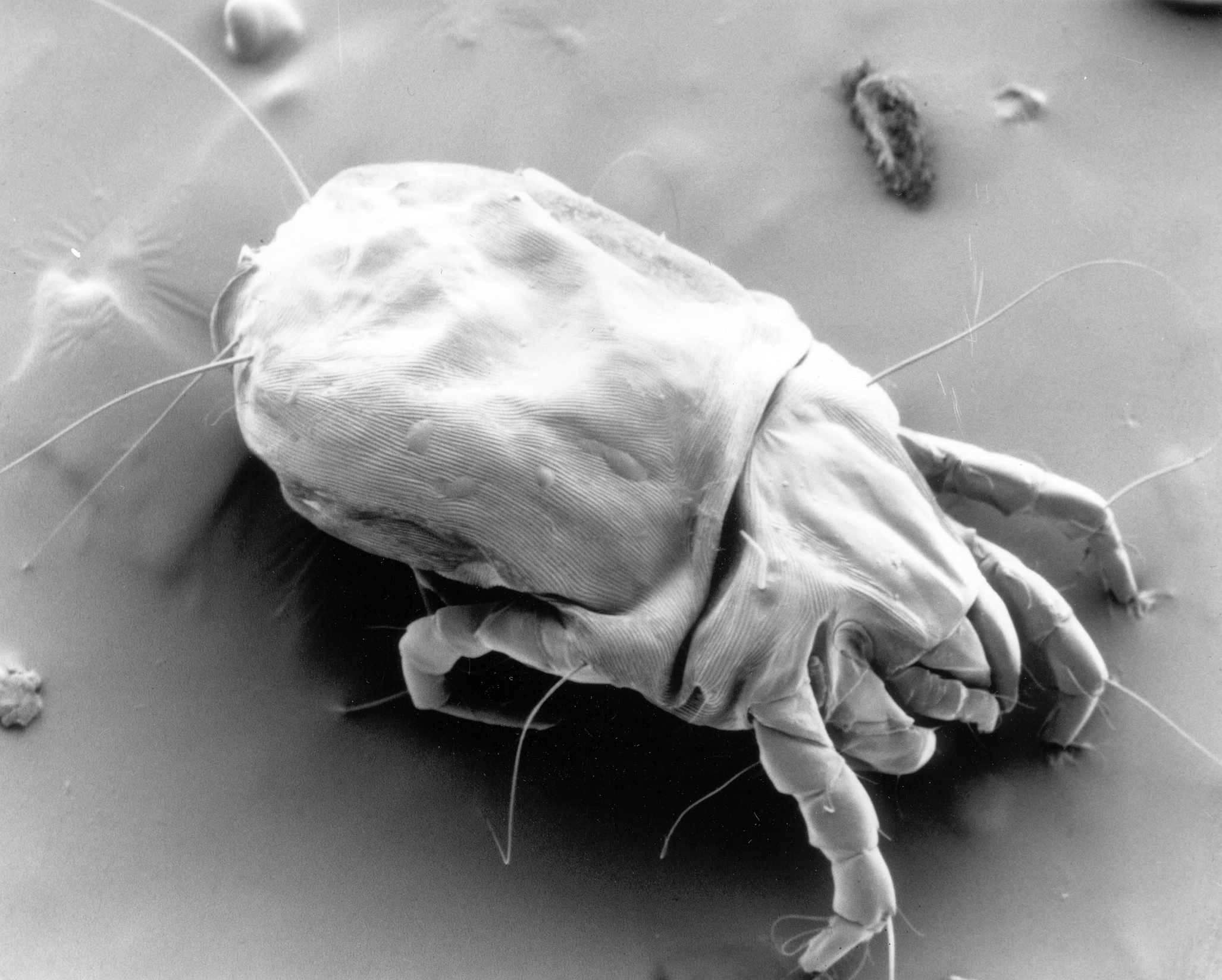
Una micrografia d'escaneig electrònic d'un àcar femení de la pols

Els àcars de la pols domèstica, a causa de la seva mida molt petita i els seus cossos translúcids, amb prou feines són visibles a ull nu. Un àcar típic de la pols de casa mesura 0,2-0,3 mm de llargada.
Els pellets fecals d'àcars de la pols de la pols oscil·len entre 10 i 40 μm.

### Dieta
Els àcars de la pols s'alimenten de flocs de pell dels humans i d'altres animals, i d'alguna floridura. Es va observar in vitro que les opcions d'aliments de fongs Dermatophagoides farinae en 16 espècies provades que es troben comunament a les llars eren Alternaria alternata, Cladosporium sphaerospermum i Wallemia sebi, i no els agradaven Penicillium chrysogenum, Aspergillus versicolor ni Stachybotrys chartarum.

### Depredadors
Els depredadors dels àcars de la pols són altres àcars al·lergènics (Cheyletiella), els peixos d'argent i els pseudoescorpins.

### Reproducció
El cicle de vida mitjà d'un àcar de la pols de la llar és de 65 a 100 dies. Una femella aparellada pot viure fins a 70 dies, posant de 60 a 100 ous en les últimes cinc setmanes de la seva vida. En una vida útil de 10 setmanes, un àcar de la pols domèstic produirà aproximadament 2.000 partícules fecals i un nombre encara més gran de partícules de pols recobertes d'enzims parcialment digerides.

### Distribució
Els àcars de la pols es troben a tot el món, però són més freqüents a les regions humides. L'espècie Blomia tropicalis es troba normalment només a les regions tropicals o subtropicals. Es va trobar al·lèrgen als àcars de la pols detectable als llits d'aproximadament el 84% de les cases enquestades dels Estats Units. A Europa, es va trobar al·lèrgen Der p 1 o Der f 1 detectable en el 68% de les llars enquestades.

## Problemes de salut

### Asma
Els antígens dels àcars de la pols domèstica estan fortament associats amb el desenvolupament i la gravetat de l'asma; s'estima que contribueixen al 60-90% dels casos.

### Al·lèrgies
La tropomiosina, el principal al·lèrgen dels àcars de la pols, també és responsable de l' al·lèrgia al marisc.

### Anafilaxi oral dels àcars
Dermatophagoides spp. pot causar anafilaxi oral dels àcars (també conegut com a síndrome de pancake) quan es troba a la farina.